# Sex with Stalin
Sex with Stalin è un videogioco comico-grottesco sviluppato da Boobs Dev e messo in commercio il 26 ottobre 2020. In Sex with Stalin il protagonista, un russo contemporaneo chiamato Popodanin, viaggia indietro nel tempo e ha la possibilità di avere delle conversazioni con il leader sovietico Iosif Stalin, alcune delle quali particolarmente intime. Oltre a costituire una parodia dei simulatori d'appuntamenti, il videogioco - che ha ricevuto recensioni contrastanti - esprime una certa critica verso l'attuale società russa.

## Modalità di gioco
Il videogioco comincia nella Russia dei giorni nostri: il protagonista, Popodanin, è un giovane uomo che vive in un lugubre e triste appartamento circondato da sacchi della spazzatura. Dopo aver espresso delle critiche sulla situazione economica e sul livello d'istruzione del suo Paese, nonché essersi vantato d'aver fatto sesso con la moglie del vicino, Popodanin entra in una macchina del tempo e viene trasportato nell'ufficio di Stalin in una tormentata notte del 1949. A quel punto, Popodanin ha la possibilità di discutere con il dittatore di vari argomenti, tra cui la politica, l'economia e il sesso.
A seconda di ciò che il giocatore decide di comunicare a Stalin, si giungerà ad un finale diverso: il videogioco ne possiede in totale 25, alcuni dei quali particolarmente bizzarri. Dopo aver scoperti tutti, il giocatore può osservare il "true ending": in esso Stalin, evidentemente morto, giunge all'Inferno al cospetto di Satana. Inizialmente l'«uomo d'acciaio» lo prende a pugni e sembra sottometterlo, ma nell'ultima scena verrà sculacciato dal re degli Inferi.
È inoltre presente un'ulteriore modalità di gioco, chiamata "Blitz Pop", che consiste in un lungo dialogo non modificabile dal giocatore tra Popodanin e Stalin.

## Accoglienza
Sex with Stalin ha ricevuto recensioni contrastanti. Rich Stanton di PC Gamer lo ha valutato positivamente, definendolo "meglio di quanto mi aspettassi" e un "lavoro d'amore", elogiandone anche l'ambientazione; anche Honza Srp del portale d'informazione ceco iDNEZ.cz ne ha parlato positivamente, dichiarando che sarebbe divertente "se ti piace l'umorismo nero e parli inglese", lodandone la sovversività e trovandolo migliore del videogioco Stalin vs. Martians del 2009. Foreign Policy ha dato una recensione negativa del gioco, definendolo "sorprendentemente noioso" e dichiarando che non ha sviluppato le sue premesse. Ashley Bardhan di MEL Magazine ha analizzato le critiche che il gioco ha ricevuto su Steam, notando che la sua accoglienza da parte degli utenti è stata perlopiù positiva, con la maggior parte delle recensioni negative provenienti da persone deluse dal fatto che il gioco ruoti in gran parte attorno al conversare con Stalin, piuttosto che al fare sesso con lui.
Poiché è possibile coinvolgere Stalin in azioni depravate quali stupro, coprofagia e sadismo, Sex with Stalin ha ricevuto un'accoglienza negativa dai comunisti russi: Maxim Suraykin, leader del partito dei Comunisti di Russia, ha chiesto il bando e l'arresto dei suoi sviluppatori; il Partito Comunista della Federazione Russa ha richiesto che fosse indagato per contenuti potenzialmente contrari alla legge. Il membro della Duma Olga Alimova ha dichiarato che gli sviluppatori Boobs Dev erano "clinicamente pazzi", affermando che avrebbero dovuto consultare un medico.